# Танагра-широкодзьоб
Танагра-широкодзьоб (Chlorothraupis) — рід горобцеподібних птахів родини кардиналових (Cardinalidae). Містить 3 види. Представники роду поширені в Центральній Америці та на північному заході Південної Америки.

## Систематика
Традиційно рід відносили до саякових (Thraupidae). Масштабні генетичні дослідження (Burns 1997, Burns et al . 2002, 2003, Klicka et al . 2000, 2007) вказали на те, що рід належить до кардиналових (Cardinalidae).

## Види
- Танагра-широкодзьоб оливкова (Chlorothraupis carmioli)
- Танагра-широкодзьоб колумбійська (Chlorothraupis olivacea)
- Танагра-широкодзьоб вохристовола (Chlorothraupis stolzmanni)